# Geschichten aus der Murkelei
Geschichten aus der Murkelei ist eine Sammlung märchenhafter Erzählungen von Hans Fallada aus dem Jahr 1938.

## Entstehung
Im Vorwort des Buches gibt Fallada eine kurze Erklärung, wie es zu dieser Sammlung kam. Er hatte die Geschichten zunächst seinen Kindern Uli, Mücke und Achim erzählt, aber die Geschichten variierten von Tag zu Tag. Seine Kinder brachten ihn auf die Idee, die Geschichten in einem Buch zusammenzufassen. Da er bisher nicht für Kinder geschrieben hatte, las er seinem ältesten Sohn vor, was er zu Papier gebracht hatte, und achtete auf dessen Reaktionen, um die Geschichten kindgerecht zu formulieren.
Als die Geschichten vorlagen, wollten die Kinder auch Bilder zu den Geschichten haben, damit es ein "echtes" Kinderbuch ist. In Conrad Neubauer – genannt Conny – fand Hans Fallada einen passenden Illustrator.

## Inhalt
Das Buch enthält die folgenden elf Märchen:
- Geschichte von der kleinen Geschichte
- Geschichte vom Mäuseken Wackelohr
- Geschichte vom Unglückshuhn
- Geschichte vom verkehrten Tag
- Geschichte vom getreuen Igel
- Geschichte vom Nuschel-Peter
- Geschichte vom Brüderchen
- Geschichte vom goldenen Taler
- Geschichte vom unheimlichen Besuch
- Geschichte von der gebesserten Ratte
- Geschichte von der Murkelei

## Adaptionen
- Verfilmung der DEFA von 1985: Die Geschichte vom goldenen Taler
- Verfilmung für die ARD von 2020: Das Märchen vom goldenen Taler